# Bridegrooms Beware
Bridegrooms Beware è un cortometraggio muto del 1913 diretto da Maurice Elvey. Fu l'esordio cinematografico per Elisabeth Risdon, un'attrice che avrebbe iniziato con questo film una carriera ultra quarantennale.

## Produzione
Il film fu prodotto dalla Motograph.

## Distribuzione
Distribuito dalla Motograph, uscì nelle sale cinematografiche britanniche nel novembre 1913.